# 基数指派
在集合论中，势的概念可以有相當的發展，而無需借助于定义基数为理论自身内的对象（这实际上是弗雷格采用的观点；弗雷格基数基本上是指在等勢關係下，由在全集中的集合所組成的各個等价类）。勢的概念可以依据函数的单射、双射与满射概念來闡述；比如透過單射，可以给出在整个全集上通过大小比較的預序关系
{\displaystyle A\leq _{c}B\iff (\exists f)(f:A\to B\,}是单射{\displaystyle )\,}。
它不是真的排序，因为三分律不一定成立：如果 {\displaystyle A\leq _{c}B} 和 {\displaystyle B\leq _{c}A} 都为真，则通过 康托尔-伯恩斯坦-施罗德定理 {\displaystyle A=_{c}B\ } 为真，就是说 A 和 B 是等势的，但作為集合它们可以不是相等的；“{\displaystyle A\leq _{c}B,B\leq _{c}B,A=_{c}B}三者至少一种情况成立”這一陳述等价于选择公理。
不过多数关于势和它的算术的有趣结果可以只通过 =c 来表达。
基数指派的目标是把每个集合 A 指派到特定的唯一的一个集合，所指派的集合只取決於 A 的势。这跟康托尔最初對基數的設想是一致的：取一个集合并把它的元素抽象为规范“单位”，再把这些单位收集到另一个集合中，使得有关这个集合唯一特殊的事情是它的大小。這類集合在 {\displaystyle \leq _{c}} 下會是全序的，而=c 會變成真正的等號。不過，如 Y. N. Moschovakis 所说，这只是作為體現数学簡潔性的一个練習，你不会得到更多东西除非你“对下标过敏”。但是在集合论的各种模型中，有“真实”基数的各种有价值的应用。
在现代集合论中，我们通常使用冯·诺伊曼基数指派，它使用序数的理论与选择公理和替代公理的全部能力。基数指派需要完全的选择公理，如果我们想要像样的基数算术和对所有集合的基數指派。

## 不用选择公理的基数指派
形式上，假定选择公理，一个集合 X 的势，是使得在 X 和 α 之间有双射的最小序数 α。这个定义叫做冯·诺伊曼基数指派。如果不假定选择公理，我们需要採取別的方式。一个集合 X 的势的最古舊的定义（康托尔隐含地使用著，而在弗雷格和《数学原理》那裡被明确提出），是等势于 X 的所有集合的集合：这在 ZFC 或其他有关的公理化集合论中不可行，因为这个搜集对于一个集合而言太大了，但這個定義在类型论、新基础和有关系统中可行。但是，如果我们限制这个类为，同 X 等势的那些对象中有最小阶的集合的搜集，则它就可行（这是 Dana Scott 發明的一个技巧：它可行是因为任何给定阶的对象的搜集都是一个集合）。

## 引用
- Moschovakis, Yiannis N. Notes on Set Theory. New York: Springer-Verlag, 1994.